# ریچارد ال. ون انگر
ریچارد ال. ون انگر (انگلیسی: Richard L. Van Enger; ۲۰ ژوئن ۱۹۱۴ – ۲۰ مارس ۱۹۸۴) یک تدوینگر آمریکایی فیلم‌ها که اولین کار خود را به عنوان دستیار در فیلم بربادرفته  در سال ۱۹۳۹ انجام داد. او تا زمان بازنشستگی خود در سال ۱۹۷۶، روی پروژه‌های بی‌شماری - عمدتاً فیلم‌های درجه B - کار کرد و سپس در دهه ۱۹۵۰ به تلویزیون روی آورد و در سریال‌هایی مانند بونانزا، چاپارل  و Alias Smith and Jones فعالیت داشت. او برای کارش در فیلم شن‌های ایوو جیما با بازی جان وین در سال ۱۹۴۹ نامزد جایزه اسکار شد.